# George Selgin
George A. Selgin, né en 1957, est un économiste américain. En compagnie de Lawrence H. White, il a étudié le système monétaire fondé sur la banque libre.

## La théorie de la banque libre
Pour Selgin, un système bancaire concurrentiel, c'est-à-dire sans banque centrale, est désirable car il permet de conduire l'économie à une situation de stabilité économique en empêchant les crises cycliques. Ce système concurrentiel, dit de « banques libres », permet d’ajuster l’offre de monnaie aux désirs de détention de monnaie des individus. Autrement dit, la concurrence permet d’atteindre une situation « d’équilibre monétaire », caractérisée par l’inexistence d’excès de demande ou d’offre sur le marché de la monnaie, pour un niveau de prix donné.
La notion d'équilibre monétaire sur laquelle s'appuie Selgin repose sur l’hypothèse de la rigidité des prix à court terme. Comme l’affirme Selgin, « les variations de la valeur de la monnaie n’éliminent l’excès d’offre ou de demande qu’à long terme (parce qu’il faut du temps pour que des variations de la dépense aient une influence sur l’ensemble des prix), des corrections à court terme de l’offre réelle de monnaie exigent des changements dans la quantité nominale de monnaie ».

## Publications

### Ouvrages
- George Selgin (trad. de l'anglais), La théorie de la banque libre, Paris, Les Belles Lettres, 1991, 415 p. (ISBN 2-251-41003-1, lire en ligne)
- (en) George Selgin, Bank Deregulation and Monetary Order, Londres, Routledge, 1996, 288 p. (ISBN 0-415-14056-0)
- (en) George Selgin, Good Money : Birmingham Button Makers, the Royal Mint, and the Beginnings of Modern Coinage, 1775-1821, Londres, Institute of Economic Affairs, 2008, 345 p. (ISBN 978-0-472-11631-7, lire en ligne)
- (en) George Selgin, Less Than Zero : The Case for a Falling Price Level in a Growing Economy, Londres, Institute of Economic Affairs, 1997, 81 p. (ISBN 978-0-255-36402-7, lire en ligne)

### Articles
- (en) George Selgin et Lawrence H. White, « A Fiscal Theory of Government’s Role in Money », Economic Inquiry, vol. 37, no 1,‎ janvier 1999, p. 154–165 (DOI 10.1111/j.1465-7295.1999.tb01422.x)
- (en) George Selgin et Lawrence H. White, « In Defense of Fiduciary Media—or, We are Not Devo(lutionists), We are Misesians », The Review of Austrian Economics, vol. 9, no 2,‎ 1996, p. 83-107 (DOI 10.1007/BF01103331)
- (en) George Selgin et Lawrence H. White, « The Evolution of a Free Banking System », Economic Inquiry, vol. 25, no 3,‎ juillet 1987, p. 439–457 (DOI 10.1111/j.1465-7295.1987.tb00752.x)

### Liens web
- George Selgin, « La banque à réserves fractionnaires est-elle inflationniste ? », sur Contrepoints, 13 juillet 2012 (consulté le 4 novembre 2014)
- George Selgin, « La crise, et l'économie de la banque libre », sur Institut Turgot, 15 juin 2009 (consulté le 12 novembre 2014)
- George Selgin, « L’État et la banque à réserves intégrales », sur Contrepoints, 6 juillet 2012 (consulté le 4 novembre 2014)